# ブルーノ・アルヴェス
ブルーノ・エドゥアルド・レグフェ・アルヴェス（Bruno Eduardo Regufe Alves, 1981年11月27日 - ）は、ポルトガル出身の元サッカー選手。元ポルトガル代表である。現役時代のポジションはディフェンダー。父親はブラジル人。兄のジェラルド・アルヴェスも同じくセンターバックのサッカー選手であった。

## 経歴

### クラブ
FCポルトのアカデミー出身。2001年にトップチームへ昇格するものの、出場機会に恵まれず、AEKアテネFCを含めた3チームを渡り歩く生活が続いた。2005-06シーズンからポルトに復帰すると、ペペとのコンビで頑丈な守備を作り上げた。2008-09シーズンからはキャプテンを務め、チームのリーグ4連覇並びにリーガ・サグレスMVPに輝いた。
2010年8月3日、ロシア・プレミアリーグの強豪FCゼニト・サンクトペテルブルクへ移籍金2200万ユーロ（約25億円）で移籍した。2010年9月30日、UEFAヨーロッパリーグ 2010-11の古巣のAEKアテネ戦でゼニト移籍後初となるゴールを決めた。
2013年6月5日、フェネルバフチェに移籍決定。
2016年6月6日、セリエAに昇格したカリアリにフリートランスファーで移籍した。リーグ戦36試合に出場し主力として活躍したが、2017年5月31日に契約解除し退団した。
カリアリを退団した同日、スコットランドのレンジャーズFCに加入した。
2018年7月12日、パルマ・カルチョ1913にフリーで加入した。
パルマ退団後、2021年7月1日にFCファマリカンと2年契約を結んだが、同クラブでプレーすることなく同月中に契約を解除した。
2021年9月4日、ギリシャ・スーパーリーグのアポロン・スミルニFCに加入。
2022年6月、現役引退を表明した。

### 代表
アテネオリンピックのエントリーメンバーに選出されるなど、U-21代表での経験は豊富だが、代表デビューは2007年6月のクウェート戦と比較的遅かった。同年10月13日のEURO 2008予選、アゼルバイジャン戦で代表初得点を挙げた。
2010 FIFAワールドカップ・ヨーロッパ予選のアルバニア戦では、ロスタイムに決勝ゴールを挙げ、4試合連続引き分けが濃厚だったチームを救う大活躍を見せた。EURO 2012ではセンターバックのレギュラーとして出場し、スペインとの準決勝では延長終了後のPK戦で4人目のキッカーを任されたが、3人目のキッカーとして間違えて登場しそうになった。3人目は予定通りのキッカーだったナニが決めたが、4人目のキッカーとしてPKに失敗し、スペインの5人目セスクが決め4-2でポルトガルは準決勝で敗退となった。
4年後のEURO 2016にも出場し、準決勝のウェールズ戦では、負傷したペペに代わって出場し、チームの完封勝利に貢献した。

## 代表歴

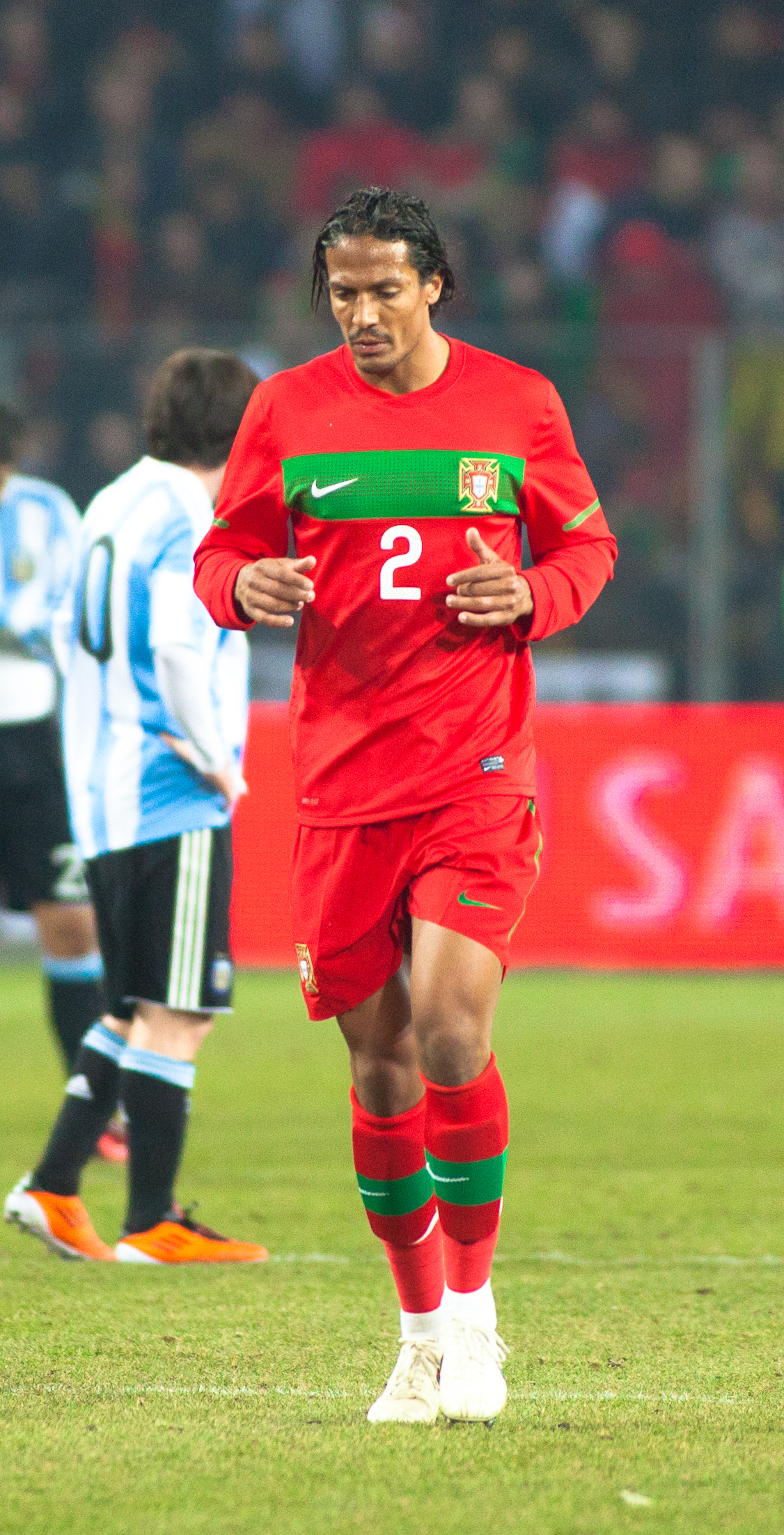
ポルトガル代表でプレーするアルヴェス

### 出場大会
- ポルトガル代表
  - 2010 FIFAワールドカップ
  - 2014 FIFAワールドカップ
  - 2018 FIFAワールドカップ

### 試合数
- 国際Aマッチ 96試合 11得点（2007年-2018年）[12]

| ポルトガル代表 | 国際Aマッチ | 国際Aマッチ |
| 年             | 出場        | 得点        |
| -------------- | ----------- | ----------- |
| 2007           | 8           | 1           |
| 2008           | 8           | 1           |
| 2009           | 11          | 3           |
| 2010           | 11          | 0           |
| 2011           | 9           | 0           |
| 2012           | 13          | 1           |
| 2013           | 10          | 3           |
| 2014           | 7           | 1           |
| 2015           | 6           | 0           |
| 2016           | 5           | 1           |
| 2017           | 6           | 0           |
| 2018           | 2           | 0           |
| 通算           | 96          | 11          |

### 得点
| #   | 開催年月日     | 開催地         | 対戦国                   | スコア | 結果  | 試合概要                                |
| --- | -------------- | -------------- | ------------------------ | ------ | ----- | --------------------------------------- |
| 1.  | 2007年10月13日 | バクー         | アゼルバイジャン         | 0 - 1  | 0 - 2 | UEFA EURO 2008予選                      |
| 2.  | 2008年8月20日  | アヴェイロ     | フェロー諸島             | 4 - 0  | 5 - 0 | 親善試合                                |
| 3.  | 2009年3月31日  | ローザンヌ     | 南アフリカ共和国         | 1 - 0  | 2 - 0 | 親善試合                                |
| 4.  | 2009年6月6日   | ティラナ       | アルバニア               | 1 - 2  | 1 - 2 | 2010 FIFAワールドカップ・ヨーロッパ予選 |
| 5.  | 2009年11月14日 | リスボン       | ボスニア・ヘルツェゴビナ | 1 - 0  | 1 - 0 | 2010 FIFAワールドカップ・ヨーロッパ予選 |
| 6.  | 2012年9月11日  | ブラガ         | アゼルバイジャン         | 0 - 3  | 0 - 3 | 2014 FIFAワールドカップ・ヨーロッパ予選 |
| 7.  | 2013年3月22日  | ラマト・ガン   | イスラエル               | 0 - 1  | 3 - 3 | 2014 FIFAワールドカップ・ヨーロッパ予選 |
| 8.  | 2013年3月26日  | バクー         | アゼルバイジャン         | 0 - 1  | 0 - 2 | 2014 FIFAワールドカップ・ヨーロッパ予選 |
| 9.  | 2013年9月6日   | ベルファスト   | 北アイルランド           | 0 - 1  | 2 - 4 | 2014 FIFAワールドカップ・ヨーロッパ予選 |
| 10. | 2014年6月6日   | フォックスボロ | メキシコ                 | 0 - 1  | 0 - 1 | 親善試合                                |
| 11. | 2016年11月13日 | ファロ         | ラトビア                 | 4 - 1  | 4 - 1 | 2018 FIFAワールドカップ・ヨーロッパ予選 |

## タイトル

### クラブ
FCポルト
- ポルトガルリーグ：4回 (2005-06, 2006-07, 2007-08, 2008-09)
- ポルトガルカップ：3回 (2005-06, 2008-09, 2009-10)
- ポルトガルスーパーカップ：2回 (2006, 2009)

FCゼニト・サンクトペテルブルク
- ロシア・プレミアリーグ：2回 (2010, 2011-12)
- ロシア・スーパーカップ：1回 (2011)

フェネルバフチェSK
- スュペル・リグ：1回 (2013-14)

### 代表
ポルトガル代表
- UEFA欧州選手権：1回 (2016)

### 個人
- プリメイラ・リーガ年間最優秀選手賞：1回 (2009）